# Nepotisme

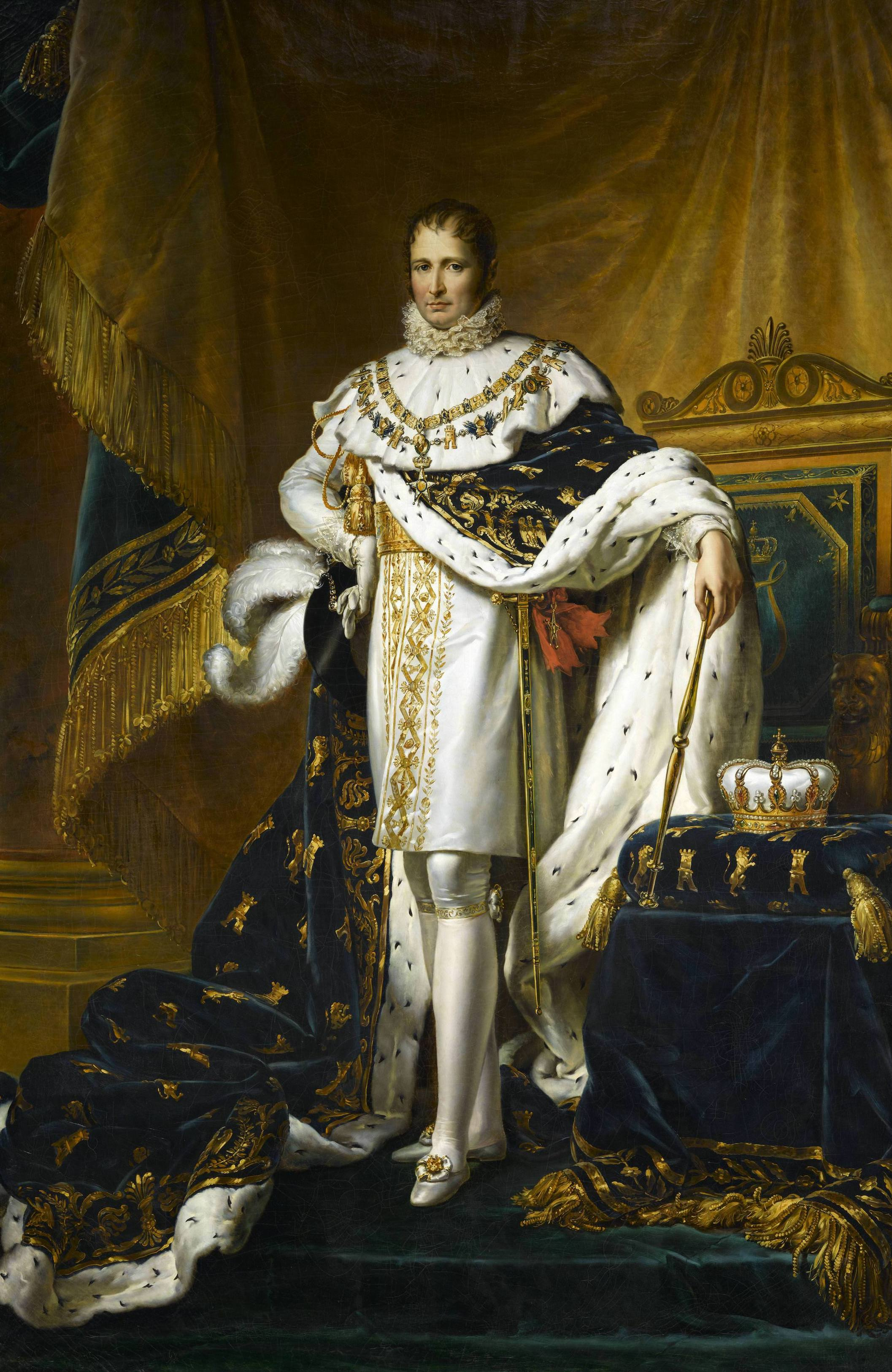
Napoleó Bonaparte va nomenar al seu germà gran rei d'Espanya

El nepotisme és el fenomen d'atorgar beneficis des d'una posició de poder a parents, sigui per proporcionar béns, càrrecs o prebendes i altres avantatges, sovint sense tenir en compte les seves capacitats i el seu valor personal. Prové de l'àmbit de l'administració papal de l'Església catòlica, però el mot es va generalitzar per a qualsevol abús de poder a favor de familiars o amics. Quan el favoritisme toca amics, es parla també d'amiguisme.
El judici de valor o la condemna moral d'aquesta pràctica difereix d'una societat a l'altre. Als governs de França i Espanya, per exemple, ministres i diputats, que solen atorgar llocs de treball, ficticis o reals, a la parella i altres familiars. En canvi, a Dinamarca és impensable que el fill o germà d'un alt càrrec treballi al govern.
El nepotisme sembla de tots els temps, però és emblemàtic de la ideologia de classe de la noblesa tradicional del segle xx, que l'enmarca, junt amb el proteccionisme familiar, l'idealhonestedat, l'amor a la pàtria i a la terra i una religiositat tradicional.
És una pràctica habitual en negocis familiars i en monarquies. En canvi, en sistemes definits com a meritocràtics, és a dir, que diiuen que valoren la competència professional per damunt d'amics de confiança, matrimonis i vincles de sang, el nepotisme oficialment és vilipendiat com corrupció, que pot anar junts amb suborn i clientelisme.

## Origen del mot

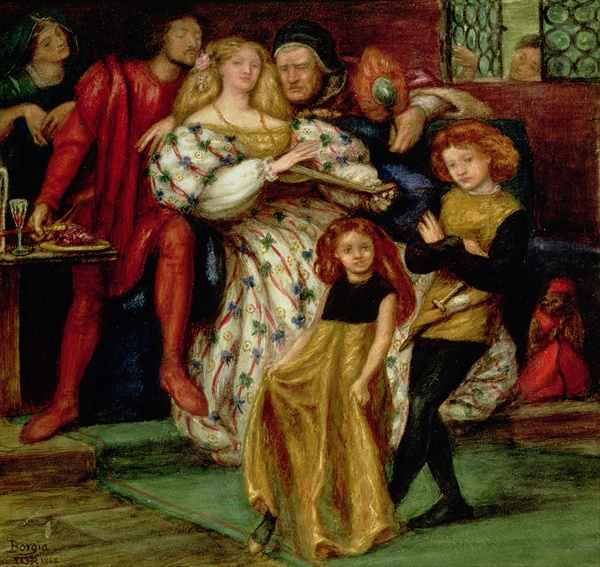
La família Borja per Dante Gabriel Rossetti

El mot «nepotisme», és un préstec del baix llatí nepotismus. l seu torn prové del llatí clàssic nepos (genitiu: nepotis) i el sufix llatí -ismus (doctrina o particularitat pròpia al subjecte).
El 1122, en conseqüència del Concordat de Worms es va prohibir que els sacerdots de l'Església Catòlica tinguessin descendència. Fet la llei, fet la trampa, la solució era el nepotisme: «si el meu fill no pot ser bisbe, que ho sigui el meu nebot». Els fills de papes i altres prominents, per definició il·legítims, van esdevenir nebots, en assignar les a la família de germans o germanes, i van esdevenir això mateix cardenals o rebre altres càrrecs. Entre molts altres, és famós el nepotisme de la dinastia papal dels Borja, d'origen valencià. Els nombrosos parents col·locats pel primer d'ells, Calixt III, a la cort pontifícia, foren coneguts a Roma com «i catalani».